# Karosa-900
Karosa-900 — серия высокопольных заднеприводных автобусов большой и особо большой вместимости, производившихся компанией Karosa в городе Високе-Мито в 1994—2007 годах. Базовыми моделями являются Karosa C934 и Karosa C954.

## История
После снятия с производства автобусов Karosa серии 800 и Karosa серии 700 стартовало производство автобусов Karosa 900. Предсерийные экземпляры были представлены в 1995 году, серийно автобусы производились с 1996 года. Первым автобусом был Karosa B931. В 1997 году стартовало производство автобусов серии 930 и 940. Также был представлен школьный автобус Karosa Récréo.
С 1999 года автобусы модернизировались, в связи с чем, им присваивались индексы E (Evolution).

## Типовые обозначения
Буква B обозначала городской или пригородный автобус (Bus), буква C обозначала пригородный, междугородний или туристический автобус (Coach), буквосочетание LC обозначает туристические автобусы (Long distance Coach).

## Модельный ряд
- Karosa B931[2][3] и Karosa B951 — одиночные городские автобусы[4][5][6][7][8].
- Karosa B932[8] и Karosa B952 — одиночные городские и пригородные автобусы.
- Karosa C934 и Karosa C954 — междугородные автобусы.
- Karosa C935[9] и Karosa C955 (также Récréo) — школьные автобусы.
- Karosa LC936 и Karosa LC956 — туристические автобусы.
- Karosa LC937 и Karosa LC957 — туристические автобусы.
- Karosa B941 и Karosa B961 — сочленённые автобусы.
- Karosa C943 — сочленённый пригородный автобус.